# Syndrome de levée d'obstacle
 (février 2019).
Le syndrome de levée d’obstacle est une polyurie massive faisant suite au traitement par drainage d’une insuffisance rénale obstructive.  

## Physiopathologie
Ce syndrome est responsable d'une perte rénale de liquides entraînant une déshydratation extracellulaire. Cette déshydratation peut conduire, dans les cas extrêmes, à un état de choc, et à une insuffisance rénale aiguë fonctionnelle. 

## Traitement
Le traitement du syndrome de levée d’obstacle se fait par la correction des troubles hydroélectrolytiques et la surveillance des trois paramètres suivants : l'état d'hydratation, la diurèse et le ionogramme sanguin. La correction des troubles hydroélectrolytiques consiste à assurer un important apport par voie intraveineuse. Par exemple avec du sérum salé isotonique, le volume des entrées étant adapté à celui des sorties (diurèse des dernières heures). On peut également associer à des boissons libres si le patient est conscient. 